# Drake-brockmania somalensis
Drake-brockmania somalensis là một loài thực vật có hoa trong họ Hòa thảo. Loài này được Stapf mô tả khoa học đầu tiên năm 1912.